# 特里普托勒摩斯

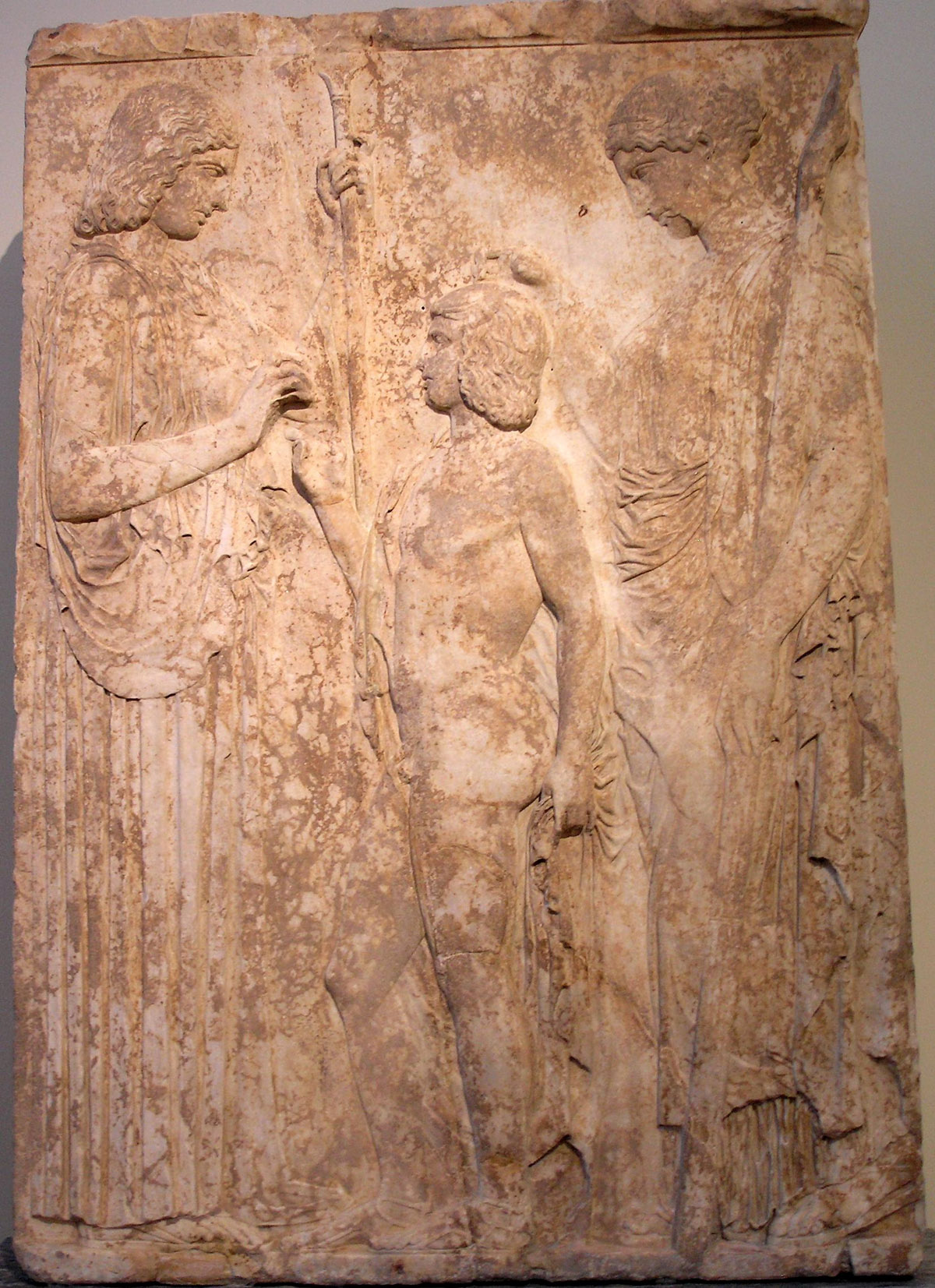
特里普托勒摩斯站在得墨忒耳和珀耳塞福涅之间，雅典国家考古博物馆馆藏浮雕

特里普托勒摩斯（Τριπτόλεμος / ，「三重战士」；也称）是希腊神话中的一位神，通过厄琉息斯秘仪他与得墨忒耳关系紧密。他可能是阿提卡地区厄琉息斯的国王刻琉斯的儿子，或者根据阿波罗波洛斯的说法为盖亚和俄刻阿诺斯的儿子，按照这个说法他是一位原始神祇。
神话中，当得墨忒耳寻找女儿珀耳塞福涅时化身为一名叫多索的老妪，她受到了刻琉斯的热情接待。刻琉斯请求她照顾他和墨塔涅拉所生的儿子得摩丰和特里普托勒摩斯。作为报答得墨忒耳决定将得摩丰变为不朽的神，她将得摩丰放在火炉里焙烤以去除其身上凡俗的灵魂。但是有一天晚上在她正在进行这个仪式时墨塔涅拉撞到了她，可怜的母亲无法抑制惊悚之情大声惊叫起来，将仪式打断，致使孩子惨遭不测。得墨忒耳因为愚昧的凡人无法理解她神圣的仪式而十分恼火，向他们显示了真身，要求他们作为惩罚为她建造神庙。此后她转而教给特里普托勒摩斯以农耕技术的秘密，让后者来教化所有的希腊人民。学成之后，特里普托勒摩斯经常乘坐带翼的马车，在得墨忒耳和珀尔塞福涅的保护下到希腊世界的各个角落传播这个知识。
当特里普托勒摩斯在斯庫提亞教授国王林科斯（Lyncus）农业技巧时，后者拒绝将他学到的东西教授给他的臣民，并且试图刺杀特里普托勒摩斯，得墨忒耳将林科斯变成了一个猞猁（Lynx，也称山猫）。
随着厄琉息斯秘仪的广泛传播，特里普托勒摩斯还与死后生活的希望联系在一起。[Kerenyi 1967, p.123]
在献给得墨忒耳的古典荷马体颂歌中，特里普托勒摩斯仅被作为女神最早的祭司而简要提及，他是最早掌握秘密仪式的人之一。而狄奥克勒斯（Diocles）、欧摩尔波斯（Eumolpos）以及波吕克塞诺斯（Polyxinus）是其他提及的最早的祭司。卡尔·凯伦依如此表述特里普托勒摩斯在厄琉息斯秘仪中的地位：“他在秘仪之外，有着自己的崇拜小团体。在封闭的圣地的山门（Propylaia）外，在过去的赫卡泰翁神庙（Hekataion），后来的阿耳忒弥斯神庙之前，就会在半路遇到他的神庙。”在雅典国家博物馆内收藏的5世纪浅浮雕中（可能就来自他的神庙），少年特里普托勒摩斯站在得墨忒耳和“少女”（kore）珀耳塞福涅之间，从得墨忒耳那里接过谷穗（金质，现佚）。
波尔菲里在《论节制》（On Abstinence, IV.22）中将特里普托勒摩斯归因于三条简单而虔诚生活的戒律：“尊敬父母”、“尊敬带来果实的神灵”（“果实”可能包括谷物），以及“善待动物”。（Kerenyi, p.128）
在文艺作品中，特里普托勒摩斯经常被描绘为头上戴着王冠或桂枝的年轻人，他坐在自己装饰有蛇的带翼战车中，他的特征物包括一盘谷物、一对小麦或大麦穗以及权杖。